# Mesostenus euoplus
Mesostenus euoplus är en stekelart som beskrevs av Porter 1973. Mesostenus euoplus ingår i släktet Mesostenus och familjen brokparasitsteklar. Inga underarter finns listade i Catalogue of Life.